# تکامل اجتماعی-فرهنگی
تکامل اجتماعی-فرهنگی (به انگلیسی: Sociocultural evolution)، «تکامل‌گرایی اجتماعی فرهنگی» یا «تکامل فرهنگی» نظریه‌های اجتماعی و فرهنگی هستند که چگونگی تغییر جوامع و فرهنگ را در طول زمان توصیف می‌کنند. در حالی که «توسعه اجتماعی - فرهنگی» فرآیندهایی را دنبال می‌کند که تمایل به افزایش پیچیدگی یک جامعه یا فرهنگ دارند، تکامل اجتماعی - فرهنگی فرآیندی را در نظر می‌گیرد که می‌تواند منجر به کاهش پیچیدگی (انحطاط) شود یا می‌تواند تنوع یا تکثر را بدون هیچ تغییر ظاهراً مهمی در پیچیدگی ایجاد کند. (کلادوژنز). تکامل اجتماعی - فرهنگی «فرآیندی است که توسط آن سازماندهی مجدد ساختاری در طول زمان تحت تأثیر قرار می‌گیرد و در نهایت شکل یا ساختاری را تولید می‌کند که از نظر کیفی از شکل اجدادی متفاوت است».
بیشتر رویکردهای سده نوزدهم و برخی از سده بیستم به فرهنگ اجتماعی با این استدلال که جوامع مختلف به مراحل مختلف توسعه اجتماعی رسیده‌اند، مدل‌هایی برای تکامل انسان به‌طور کلی ارائه می‌کردند. جامع‌ترین تلاش برای توسعه یک نظریه کلی تکامل اجتماعی با تمرکز بر توسعه نظام‌های اجتماعی فرهنگی، کار تالکوت پارسونز (۱۹۰۲–۱۹۷۹)، در مقیاسی عمل کرد که شامل نظریه تاریخ جهان بود. تلاش دیگری، در مقیاس کمتر سیستماتیک، از دهه ۱۹۷۰ با رویکرد نظریه نظام‌های جهانی امانوئل والرشتاین (۱۹۳۰–۲۰۱۹) و پیروانش آغاز شد.
رویکردهای جدیدتر بر تغییرات خاص جوامع فردی تمرکز می‌کنند و این ایده را رد می‌کنند که فرهنگ‌ها اساساً بر اساس میزان پیشرفت هر یک از آنها در مقیاس خطی فرضی پیشرفت اجتماعی متفاوت است. اکثر باستان‌شناسان و انسان‌شاسان فرهنگی مدرن در چارچوب‌های نئوتکامل‌گرایی، زیست‌جامعه‌شناسی و نظریه مدرن‌سازی کار می‌کنند.

## مقدمه
انسان‌شناسان و جامعه‌شناسان اغلب فرض می‌کنند انسان‌ها تمایلات اجتماعی طبیعی دارند و این رفتار اجتماعی ویژه انسان علل و پویایی غیرژنتیکی دارد. (یعنی مردم آنها را در محیط اجتماعی و از طریق تعامل اجتماعی یادمی‌گیرند) جوامع در محیط‌های اجتماعی پیچیده (یعنی با منابع طبیعی و محدودیت‌ها) و تطبیق خود با این محیط‌ها وجود دارند؛ بنابراین تغییر همه جوامع اجتناب ناپذیر است.
نظریه‌های خاص تکامل اجتماعی یا فرهنگی اغلب سعی می‌کنند تفاوت‌های بین همسنگی جوامع را با این بیان توضیح دهند که جوامع مختلف به مراحل مختلف توسعه رسیده‌اند. اگرچه چنین نظریه‌هایی معمولاً مدل‌هایی را برای درک رابطه بین فناوری، ساختار اجتماعی یا ارزش‌های یک جامعه ارائه می‌دهند ولی از نظر میزان توصیف مکانیسم‌های خاص تنوع و تغییر متفاوت هستند.
در حالی که تاریخ تفکر تکاملی در رابطه با انسان را می‌توان حداقل با ارسطو و دیگر فیلسوفان یونانی ردیابی کرد ولی نظریه‌های تکامل اجتماعی - فرهنگی اولیه ایده‌های اگوست کنت (۱۷۹۸–۱۸۵۷)، هربرت اسپنسر (۱۸۲۰–۱۹۰۳) و لوئیس هنری مورگان (۱۸۱۸–۱۸۸۱) و به‌طور همزمان ولی مستقل از آنها با آثار چارلز داروین (۱۲ فوریه ۱۸۰۹–۱۹ آوریل ۱۸۸۲) توسعه یافتند و از اواخر سده نوزدهم تا پایان جنگ جهانی اول محبوب بودند. این نظریه‌های سده نوزدهم فرگشت تک‌خطی مدعی بودند جوامع در حالت ابتدایی شروع و به تدریج در طول زمان متمدنتر می‌شوند. آنها فرهنگ و فناوری تمدن غرب را با پیشرفت یکی می‌دانستند. برخی از اشکال نظریه‌های تکامل اجتماعی - فرهنگی اولیه (عمدتاً نظریه‌های تک خطی) به نظریه‌های بسیار مورد انتقادی همانند داروینیسم اجتماعی و نژادپرستی علمی منجر شده‌اند که گاهی در گذشته توسط قدرت‌های امپراتوری اروپایی برای توجیه سیاست‌های موجود استعمار و برده‌داری و سیاست‌های جدید مانند  اصلاح نژادی بهره‌برداری شده‌اند.
هدف بیشتر رویکردهای سده ۱۹ و برخی از سده ۲۰ ارائه مدل‌هایی برای تکامل نوع بشر به عنوان یک موجودیت واحد بود. با این حال، بیشتر رویکردهای سده بیستم، مانند فرگشت چندخطی بر تغییرات خاص جوامع فردی متمرکز بودند. علاوه بر این، آنها تغییر جهت را رد کردند (به عنوان مثال فرگشت هدفمند، پایان‌شناسی یا تغییر پیشرونده). بیشتر باستان‌شناسان در چارچوب تکامل چندخطی کار می‌کنند. سایر رویکردهای معاصر به تغییرات اجتماعی عبارتند از: نئوتکامل‌گرایی، زیست‌جامعه‌شناسی، نظریه وراثت دوگانه، نظریه مدرنیزاسیون و نظریه فراصنعتی.
ریچارد داوکینز در کتاب مهم خود ژن خودخواه در سال ۱۹۷۶ نوشت: نمونه‌هایی از تکامل فرهنگی در پرندگان و میمون‌ها وجود دارد ولی
... این گونهٔ خود ما است که واقعاً نشان می‌دهد تکامل فرهنگی چه کاری می‌تواند انجام دهد.

## نظریه مرحله‌ای
اندیشمندان عصر روشنگری و پس از آن اغلب باورمند بودند پیشرفت جوامع مراحله‌ای است: به عبارت دیگر، آنها تاریخ را به عنوان تاریخ مرحله‌ای می‌دیدند. آن نظریه‌پردازان در حالی که انتظار داشتند بشر توسعه فزاینده‌ای از خود نشان دهد لکن به دنبال چیزی بودند که مسیر تاریخ بشر را تعیین کرد. گئورگ ویلهلم فردریش هگل (۱۷۷۰–۱۸۳۱)، برای مثال، توسعه اجتماعی را به عنوان یک فرایند اجتناب‌ناپذیر می‌دانست که می‌تواند به سمت چیزی شبیه به اروپای صنعتی پیشرفت نماید.
در حالی که نویسندگان پیشین مانند میشل دو مونتنی (۱۵۳۳–۱۵۹۲) در مورد چگونگی تغییر جوامع در طول زمان بحث کرده بودند ولی روشنگری اسکاتلندی سده ۱۸ نقش کلیدی در توسعه ایده تکامل اجتماعی - فرهنگی داشت. در رابطه با مصوبه‌های ۱۷۰۷ اتحاد انگلستان و اسکاتلند، بسیاری از متفکران اسکاتلندی در مورد رابطه بین پیشرفت و ثروت ناشی از افزایش تجارت با انگلستان فکر کردند. آنها تغییراتی که اسکاتلند متحمل می‌شود را به‌عنوان انتقال از یک جامعه کشاورزی به یک جامعه تجاری درک کردند. در تاریخ انگلستان، نویسندگانی مانند آدام فرگوسن (۱۷۲۳–۱۸۱۶)، جان میلار (۱۷۳۵–۱۸۰۱) و آدام اسمیت استدلال کردند همه جوامع از چهار مرحله عبور می‌کنند: شکار و گردآوری خوراک، دامداری و عشایری، کشاورزی، و در نهایت مرحلهٔ تجارت.

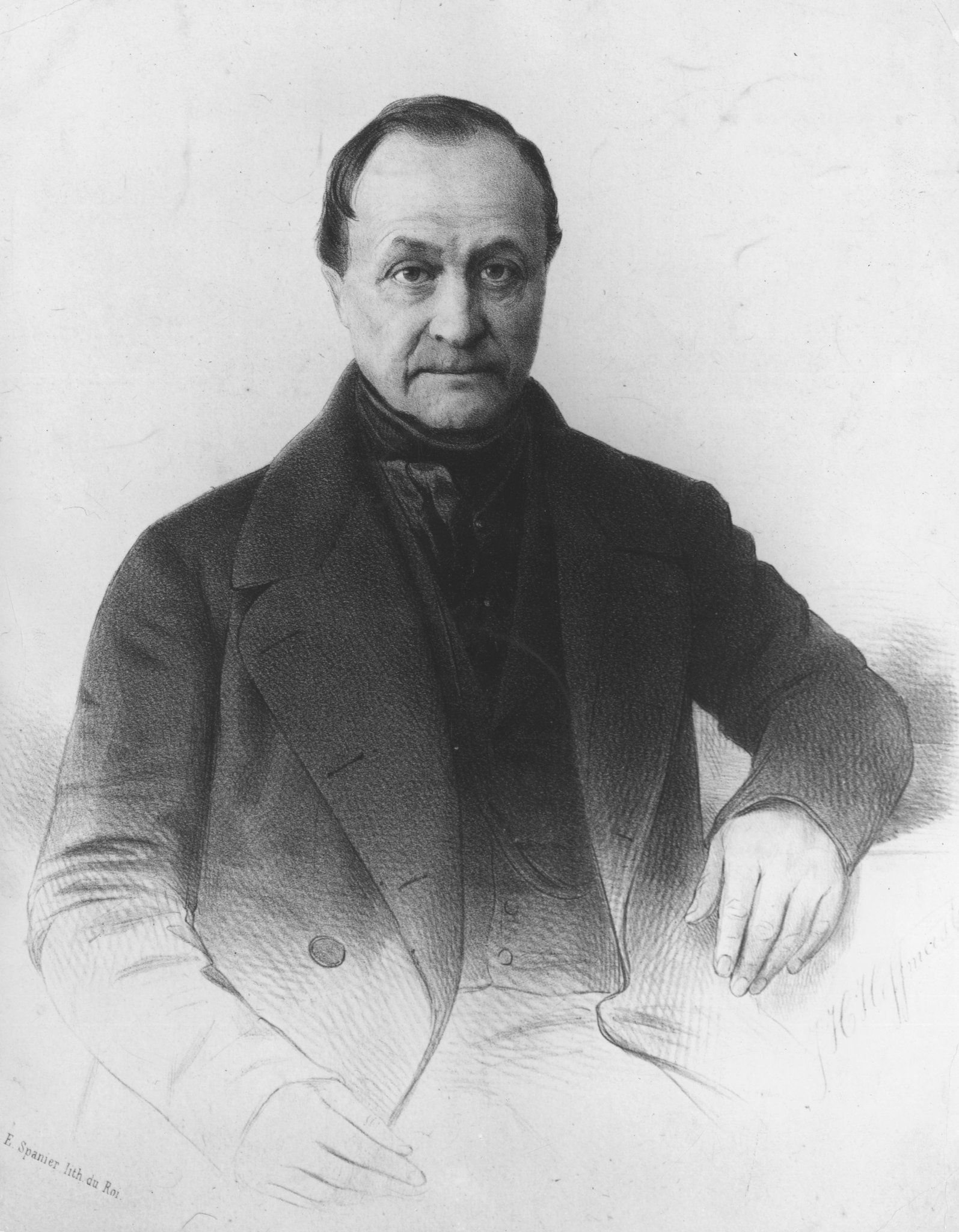
اگوست کنت فرانسوی

مفاهیم فلسفی پیشرفت، مانند مفاهیم هگل نیز در این دوره توسعه یافت. در فرانسه، نویسندگانی مانند کلود آدرین هلوسیوس (۱۷۱۵–۱۷۷۱) و سایر حوزه‌های فلسفه تحت تأثیر سنت اسکاتلندی قرار گرفتند. متفکران بعدی مانند کلود هانری سن سیمون (۱۷۶۰–۱۸۲۵) این ایده‌ها را توسعه دادند. اگوست کنت (۱۷۹۸–۱۸۵۷) به ویژه دیدگاهی منسجم از پیشرفت اجتماعی و رشته جدیدی برای مطالعه آن ارائه کرد: جامعه‌شناسی.
این تحولات در بستری از فرآیندهای گسترده‌تر اتفاق افتاد:
اولین فرایند، استعمارگرایی بود. اگرچه قدرت‌های امپریالیستی بیشتر اختلاف نظرها با اتباع استعماری خود را از طریق زور حل کردند ولی افزایش آگاهی مردم غیرغربی پرسش‌های جدیدی را در مورد ماهیت جامعه و فرهنگ برای دانشمندان اروپایی ایجاد کرد. به‌طور مشابه، استعمار مؤثر در مدیریت به درجاتی از درک فرهنگ‌های دیگر نیاز داشت. نظریه‌های نوظهور تکامل اجتماعی - فرهنگی به اروپایی‌ها اجازه داد تا دانش جدید خود را به گونه‌ای سازماندهی کنند که تسلط روزافزون سیاسی و اقتصادی آنها بر دیگران را منعکس و توجیه کند: چنین نظام‌هایی افراد مستعمره شده را کمتر تکامل یافته و افراد مستعمره کننده را تکامل یافته‌تر می‌دیدند. تمدن مدرن (که به عنوان تمدن غرب شناخته می‌شود) نتیجه پیشرفت مداوم از حالت بربریت ظاهر شد و این تصور مشترک بسیاری از متفکران عصر روشنگری از جمله ولتر (۱۶۹۴–۱۷۷۸) بود.
دومین فرایند، انقلاب صنعتی و ظهور نظام سرمایه‌داری بود که در مجموع انقلاب‌های مستمر در ابزار تولید را مجاز و ترویج کردند. نظریه‌های نوظهور تکامل اجتماعی - فرهنگی بیانمگر این باور بودند: تغییراتی که در اروپا توسط انقلاب صنعتی و سرمایه‌داری به وجود آمد، پیشرفت بود. صنعتی شدن، همراه با تغییرات شدید سیاسی ناشی از انقلاب فرانسه در سال ۱۷۸۹ و قانون اساسی ایالات متحده آمریکا که راه را برای تسلط دموکراسی هموار کرد، متفکران اروپایی را وادار کرد تا در برخی از مفروضات خود در مورد چگونگی سازماندهی جامعه تجدید نظر کنند.
سرانجام، در سده نوزدهم، سه نظریه کلاسیک اصلی تغییر اجتماعی و تاریخی پدیدار شد:
- تکامل‌گرایی اجتماعی - فرهنگی
- نظریه چرخه اجتماعی
- نظریه مارکسیستی ماتریالیسم تاریخی.

این نظریه‌ها یک عامل مشترک داشتند: همه آنها باورمند بودند تاریخ بشریت مسیر ثابت خاصی را دنبال می‌کند: به احتمال زیاد مسیر پیشرفت اجتماعی. بنابراین، هر رویداد گذشته نه تنها از نظر زمانی بلکه به‌طور علّی با رویدادهای حال و آینده مرتبط است. این نظریه‌ها فرض می‌کردند با بازآفرینی توالی آن رویدادها، جامعه‌شناسی می‌تواند «قوانین» تاریخ را کشف کند.

### تکامل‌گرایی اجتماعی فرهنگی و ایده پیشرفت
در حالی که «تکامل‌گرایان اجتماعی - فرهنگی» موافق هستند که یک فرایند تکامل‌گونه منجر به پیشرفت اجتماعی می‌شود ولی «تکامل‌گرایان اجتماعی کلاسیک» نظریه‌های مختلفی را ارائه کرده‌اند که به عنوان نظریه‌های «تکامل تک‌خطی» شناخته می‌شود. تکامل‌گرایی اجتماعی - فرهنگی با دانشمندانی مانند اگوست کنت، ادوارد بارنت تایلور، لوئیس هنری مورگان، بنجامین کید، لئونارد ترلاونی هابهاوس و هربرت اسپنسر مرتبط است و نظریه غالب انسان‌شناسی اجتماعی - فرهنگی اولیه و تفسیر اجتماعی شد. مدل‌های مرحله‌ای و ایده‌های مدل‌های خطی پیشرفت نه تنها بر رویکردهای تکاملی آینده در علوم اجتماعی و علوم انسانی تأثیر زیادی گذاشت بلکه به گفتمان عمومی، پژوهشی و علمی پیرامون رشد فردگرایی و تفکر جمعیتی نیز شکل داد. تکامل‌گرایی اجتماعی - فرهنگی تلاش کرد تا تفکر اجتماعی را در امتداد خطوط علمی، با تأثیر افزوده شده از نظریه بیولوژیکی تکامل رسمی کند. اگر موجودات می‌توانستند در طول زمان بر اساس قوانین قابل تشخیص و قطعی رشد کنند، پس معقول به نظر می‌رسید که جوامع نیز بتوانند. جامعه انسانی با یک موجود زیستی مقایسه شد و معادل‌های علوم اجتماعی مفاهیمی مانند تنوع، انتخاب طبیعی و وراثت به‌عنوان عوامل مؤثر در پیشرفت جوامع معرفی شدند. ایده پیشرفت منجر به «مراحل» ثابتی شد که از طریق آن جوامع بشری پیشرفت می‌کنند که معمولاً شامل سه مرحله وحشیگری، بربریت، و تمدن می‌شود ولی گاهی بسیار بیشتر است. در آن زمان، انسان‌شناسی به‌عنوان یک رشته علمی جدید در حال ظهور بود و از دیدگاه‌های سنتی فرهنگ‌های «ابتدایی» جدا می‌شد که معمولاً مبتنی بر دیدگاه‌های دینی بود.
در سده هجدهم، برخی از نویسندگان شروع به نظریه‌پردازی در مورد تکامل انسان کردند:
- شارل دو مونتسکیو (۱۶۸۹–۱۷۵۵) در مورد رابطه قوانین با اقلیم به‌طور خاص و محیط زیست به‌طور عام مطلب نوشته‌است. به ویژه اینکه چگونه شرایط مختلف آب و هوایی باعث می‌شود ویژگی‌های خاصی در بین افراد مختلف مشترک باشد.[۹] او توسعه قوانین، وجود یا عدم وجود آزادی مدنی، تفاوت در اخلاق و کل توسعه فرهنگ‌های مختلف را به حال و هوای مردم مربوط تشبیه می‌کند.[۱۰] نتیجه‌گیری اینکه محیط تعیین می‌کند آیا و چگونه مردم زمین را کشاورزی کنند، نحوه ساخت جامعه و شکل‌گیری فرهنگ آنها یا به قول منتسکیو «روح عمومی یک ملت» را تعیین می‌کند.[۱۱] با گذشت زمان، با تکامل جوامع از ساده به پیچیده، انسان‌ها کمتر و کمتر تحت کنترل محیط زیست قرار می‌گیرند (حداقل آنهایی که در آب و هوای معتدل هستند) و تأثیر آن با نیروهای اخلاقی و قانونی جایگزین می‌شود.[۱۲]
- ژان ژاک روسو (۱۷۱۲–۱۷۷۸) یک مرحله - مدل حدسی تکامل اجتماعی - فرهنگی انسان را ارائه می‌دهد:[۱۳] اول اینکه انسان‌ها به صورت انفرادی زندگی می‌کردند و فقط در زمان جفت‌گیری یا بزرگ کردن بچه‌ها گروه‌بندی می‌شدند. بعدها، مردان و زنان با هم زندگی می‌کردند و مراقبت از کودکان را به اشتراک می‌گذاشتند، بنابراین خانواده‌هایی را می‌ساختند و به دنبال آن قبایل در نتیجه تعاملات بین خانواده ایجاد می‌شدند که در شادترین و ماندگارترین دوران تاریخ بشر زندگی می‌کرد، پیش از اینکه فساد جامعه مدنی گونه‌ها را دوباره در یک مرحله - فرایند رشد به انحطاط بکشاند.[۱۴]
- مارکیز دو کندورسه (۱۷۴۳–۱۷۹۴) در اواخر سده ۱۸، ده مرحله یا «دوران» را برشمرده که در هر کدام حقوق بشر پیش رفته و نسل بشر به کمال رسیده‌است.
- اراسموس داروین (۱۷۳۱–۱۸۰۲)، پدربزرگ چارلز داروین، فیلسوف طبیعی، زیست‌شناس و شاعر بسیار اثرگذاری بود که ایده‌های بینش‌آور او شامل بیانیه‌ای از دگرگونی و بهم پیوستگی همه اشکال زندگی بود. آثارش که بسیار گسترده هستند، نظریه تحول فرهنگی را نیز پیش بردند: کتاب «معبد طبیعت» با عنوان فرعی «منشأ جامعه» او مشهور است.[۱۵] این اثر، به جای توضیح با بیان جزئیات دقیق دگرگونی بشریت بین مراحل مختلف، به مکانیسم تکاملی اراسموس داروین می‌پردازد: اراسموس داروین هر مرحله را یک به یک توضیح نمی‌دهد بلکه همان‌طور که در زئونومیا (Zoonomia) بیان شده، در مورد توسعه فرهنگی به نظریه توسعه ارگانیک جهانی خود اعتماد دارد.[۱۶] بنابراین، اراسموس داروین در گاه‌شماری خود با رهاسازی کنار می‌رود: پریستمن اشاره می‌کند از پیدایش حیات به خشکی، رشد انگشتان شست مخالف و منشأ تولید مثل جنسی مستقیماً به رویدادهای تاریخی مدرن می‌جهد.[۱۵]
- ریچارد پین نایت (۱۷۵۱–۱۸۲۴) باستان‌شناس آماتور با نفوذ و الهی‌دان جهانی، یکی دیگر از نظریه‌پردازان پیچیده‌تر بود. نایت در کتاب پیشرفت جامعه مدنی: شعری تعلیمی در شش کتاب (۱۷۹۶) دقیقاً در سنت مراحل پیروزمندانه تاریخی قرار می‌گیرد که از لوکرتیوس شروع می‌شود و به آدام اسمیت می‌رسد - ولی فقط برای چهار کتاب اول.[۱۷] در آخرین کتاب‌های خود، نایت سپس با انقلاب فرانسه و انحطاط ثروتمند دست و پنجه نرم می‌کند. در مواجهه با این مسایل دوگانه، نظریه نایت پیشرفت را به تضاد نسبت می‌دهد: اختلاف جزئی کمک می‌کند تا گره‌های پیچیده هماهنگی عمومی را ببندد.[۱۷] رقابت در سازوکار نایت رشد را از یک مرحله به مرحله بعد تحریک می‌کند: دیالکتیک طبقه، زمین و جنسیت باعث رشد می‌شود.[۱۸] بنابراین، نایت نظریه‌ای از تاریخ را مفهوم‌سازی کرد که در تضاد نژادی اجتناب‌ناپذیر پایه‌ریزی شده بود، به‌طوری که یونان نماینده «آزادی» و مصر نمایده «حماقت سرد غیرفعال» بود.[۱۹] بوفون، لینائوس، کامپر و مونبوددو به‌طور گوناگون استدلال‌های گوناگونی دربارهٔ سلسله‌مراتب نژادی ارائه می‌کنند که مبتنی بر نظریه‌های اولیه تغییر گونه‌ها است. -- اگرچه بسیاری فکر می‌کردند که تغییرات محیطی می‌تواند دگرگونی‌های چشمگیری در شکل ایجاد کند بدون اینکه گونه دائمی تغییر کند یا باعث دگرگونی گونه شود. با این حال، استدلال‌های آنها همچنان بر نژاد است: روسو، بوفون و مونبودو از اورانگوتانها به عنوان شواهدی از نوع انسان پیش از زبانی یاد می‌کنند و مونبودو حتی اصرار داشت که اورانگوتان‌ها و برخی نژادهای آفریقایی و آسیای جنوبی یکسان هستند.
- رابرت چمبرز (۱۸۰۲–۱۸۷۱) اوست که به غیر از اراسموس داروین، متن علمی برجسته دیگر با نظریه تحول فرهنگی ارائه شده‌است. چمبرز متفکر و فیلسوف تکاملی اسکاتلندی بود که اگرچه در آن زمان و اکنون از نظر علمی ناکافی بود و توسط معاصران برجسته مورد انتقاد قرار می‌گرفت ولی از این جهت مهم است که بسیار خوانده شده بود. سوابقی از همه افراد از ملکه ویکتوریا گرفته تا کارمندان اسکله وجود دارد که از «بقایای تاریخ طبیعی خلقت» اثر رابرت چمبرز (۱۸۴۴) لذت می‌برند. اینکه ردپای خود را به عنوان پیشرو علمی تثبیت نکرد، دقیقاً نکته ای است ولی تأثیر «کتابش» به این معناست که این مفهوم تکاملی بود که عموم مردم ویکتوریا به احتمال زیاد تجربه می‌کردند و پیش‌فرض‌های علمی در ابتدا در ذهن دانشمندان جوان باهوش وجود داشت.[۲۰] چمبرز «اصل توسعه» را مطرح کرد که به موجب آن همه چیز با مکانیسم یکسان و به سمت ساختار یا معنای مرتبه بالاتر تکامل یافته‌است. در نظریه او، زندگی از طریق طبقات مختلف پیشرفت کرد و در هر طبقه، حیوانات از پایین‌ترین شکل شروع کردند و سپس به اشکال پیچیده‌تر در همان طبقه پیش رفتند.[۲۱] به اختصار، پیشرفت حیوانات مانند رشد جنین بود. بیش از یک قیاس نامشخص، این تشابه بین جنین‌شناسی و رشد گونه‌ها در نظریه چمبرز جایگاه مکانیسم علّی واقعی را داشت: گونه‌های پیشرفته تر به مدت طولانی تری به عنوان جنین رشد کردند و تمام پیچیدگی‌های خود را داشتند.[۲۲] با انگیزه این مقایسه، چمبرز توسعه را به قوانین خلقت نسبت می‌دهد، اگرچه او همچنین تصور می‌کرد کل رشد گونه‌ها به نوعی از پیش تعیین شده‌است: فقط این بود که مقدمات خالق از طریق ایجاد آن قوانین عمل می‌کرد.[۲۲] این، همان‌طور که در بالا بحث شد، شبیه مفهوم بعدی توسعه اسپنسر است؛ بنابراین چمبرز به یک نظریه پیچیده از پیشرفت اعتقاد داشت که توسط یک قیاس توسعه‌ای هدایت می‌شد.

در اواسط سده ۱۹، «انقلابی در ایده‌های مربوط به قدمت نوع بشر» اتفاق افتاد «که به موازات انقلاب داروینی در زیست‌شناسی بود ولی تا حدی مستقل از آن بود». به‌ویژه در زمین‌شناسی، باستان‌شناسی و انسان‌شناسی، پژوهشگران شروع به مقایسه فرهنگ‌های «ابتدایی» با جوامع گذشته کردند و سطح فناوری آنها را با فرهنگ‌های عصر حجر موازی می‌دیدند، و بنابراین از این مردمان به عنوان الگوهایی برای مراحل اولیه تکامل انسان استفاده کردند. نتیجه یک مدل تکاملی از تکامل ذهن، فرهنگ و جامعه بود که به موازات تکامل نوع بشر بود: «وحشی‌های مدرن [sic] در واقع به فسیل‌های زنده‌ای تبدیل شدند که از راهپیمایی پیشرفت به جای مانده‌اند، آثاری از دوران پارینه سنگی که هنوز تا امروز باقی مانده‌است». تکامل‌گرایی اجتماعی کلاسیک بیشترین ارتباط را با نوشته‌های سده ۱۹ اگوست کنت و هربرت اسپنسر دارد که عبارت بقای اصلح را ساخته‌است. از بسیاری جهات، نظریهٔ اسپنسر در مورد گاه‌شمار جهان با آثار ژان بتیست لامارک و اگوست کنت بیشتر از آثار دوره چارلز داروین مشترک است. اسپنسر نیز چندین سال زودتر از داروین نظریه‌های خود را توسعه و منتشر کرد. با این حال، در رابطه با نهادهای اجتماعی، مورد خوبی وجود دارد که نوشته‌های اسپنسر را می‌توان به عنوان تکامل‌گرایی اجتماعی طبقه‌بندی کرد. اگرچه او نوشت که جوامع در طول زمان پیشرفت کردند – و پیشرفت از طریق رقابت انجام شد – او تأکید کرد فرد به جای جمعیت واحد تحلیل است که تکامل می‌یابد. به عبارت دیگر، تکامل از طریق انتخاب طبیعی صورت می‌گیرد و بر پدیده‌های اجتماعی و زیستی تأثیر می‌گذارد. با این وجود، انتشار آثار داروین برای طرفداران تکامل اجتماعی - فرهنگی نعمتی بود که ایده‌های تکامل زیستی را توضیحی جذاب برای بسیاری از پرسش‌ها در مورد توسعه جامعه می‌دانستند.
هم اسپنسر و هم کنت، جامعه را نوعی ارگانیسم می‌دانند که تابع روند رشد است: از سادگی به پیچیدگی، از هرج و مرج به نظم، از عمومیت به تخصص، از انعطاف‌پذیری به سازمان. آنها توافق دارند که روند رشد اجتماعی را می‌توان به مراحل خاصی تقسیم کرد: آغاز و پایان نهایی خود را دارند و این رشد در واقع پیشرفت اجتماعی است: هر جامعه جدیدتر و پیشرفته تر بهتر است. بنابراین پیشروگرایی به یکی از ایده‌های اساسی زیربنای نظریه تکامل گرایی اجتماعی-فرهنگی تبدیل شد. با این حال، نظریه‌های اسپنسر پیچیده‌تر از یک جست‌وجو در زنجیره بزرگ وجود بودند. اسپنسر استدلال‌های خود را بر قیاسی بین تکامل جوامع و هستی‌زایی یک حیوان استوار کرد. بر این اساس، او به دنبال «اصول کلی توسعه و ساختار» یا «اصول بنیادی سازمان» بود، نه اینکه صرفاً پیشرفت بین مراحل اجتماعی را به مداخله مستقیم برخی از خدایان نیکوکار نسبت دهد. علاوه بر این، او پذیرفت که این شرایط «به مراتب کمتر خاص، بسیار قابل تغییر، بسیار بیشتر وابسته به شرایط متغیر هستند»: به‌طور خلاصه، آنها یک فرایند بیولوژیکی نامرتب هستند.
اگرچه نظریه‌های اسپنسر از برچسب «استاژیسم» فراتر رفته و از پیچیدگی زیست‌شناختی برخوردار است ولی همچنان یک جهت و اخلاق کاملاً ثابت برای توسعه طبیعی را پذیرفته‌اند. برای اسپنسر، دخالت در روند طبیعی تکامل خطرناک بود و باید به هر قیمتی از آن اجتناب کرد. چنین دیدگاه‌هایی طبیعتاً با مسایل سیاسی و اقتصادی مبرم آن زمان همراه بود. اسپنسر به وضوح فکر می‌کرد که تکامل جامعه باعث ایجاد یک سلسله مراتب نژادی با قفقازی‌ها در بالا و آفریقایی‌ها در پایین است. این تصور عمیقاً با پروژه‌های استعماری که قدرت‌های اروپایی در آن زمان دنبال می‌کردند مرتبط است و ایده برتری اروپا برای توجیه این پروژه‌ها به‌طور پدرانه به کار می‌رفت. ارنست هکل جانورشناس بانفوذ آلمانی حتی نوشت «مردان طبیعی نسبت به اروپایی‌های بسیار متمدن به مهره‌داران بالاتر نزدیک‌ترند» که شامل سلسله مراتب نژادی نیست بلکه تمدنی نیز می‌شود. به همین ترتیب، برهان تکاملی اسپنسر نظریه ای از دولت را مطرح کرد: ایده اسپنسر در مورد دولت محدود و عملکرد آزاد نیروهای بازار را خلاصه می‌کند: «تا زمانی که به‌طور خود به خودی یک خواسته عمومی برآورده نشود، اصلاً نباید برآورده شود».
این بدان معنا نیست که استاژیسم بی فایده بوده یا کاملاً با انگیزه استعمار و نژادپرستی بوده‌است. نظریه‌های استاگیست ابتدا در زمینه‌هایی مطرح شدند که معرفت‌شناسی‌های رقیب عمدتاً دیدگاه‌های ایستا از جهان بودند. از این رو، «پیشرفت» به نوعی باید از نظر مفهومی ابداع شود: این ایده که جامعه بشری مراحلی را طی خواهد کرد، یک اختراع پیروزمندانه بود. علاوه بر این، مراحل همیشه موجودیت‌های ایستا نبودند. برای مثال، در نظریه‌های بوفون، امکان پسرفت بین مراحل وجود داشت و تغییرات فیزیولوژیکی گونه‌ها به‌جای تغییر غیرقابل برگشت، به‌طور برگشت‌پذیر با محیط خود سازگار می‌شدند.
علاوه بر پیشرفت، تحلیل‌های اقتصادی بر تکامل گرایی اجتماعی کلاسیک تأثیر گذاشت:
- آدام اسمیت (۱۷۲۳–۱۷۹۰) دیدگاهی عمیقاً تکاملی نسبت به جامعه بشری داشت.[۳۳] رشد آزادی را به عنوان نیروی محرکه در روند توسعه اجتماعی اجتماعی شناسایی کرد.[۳۴] به گفته وی، همه جوامع به‌طور متوالی از چهار مرحله عبور می‌کنند: ۱. انسان‌های اولیه به عنوان شکارچی-گردآورنده زندگی می‌کردند، ۲. به دنبال آن دامداران و عشایر، ۳. پس از آن جامعه به کشاورزان تبدیل شد، ۴. و در نهایت به مرحله تجارت رسید.[۳۵] با تأکید شدید بر تخصص و افزایش سود ناشی از تقسیم کار، تفکر اسمیت تأثیر مستقیمی بر خود داروین نیز داشت.[۳۶] هم در نظریه تکامل گونه داروین و هم در گزارش‌های اسمیت از اقتصاد سیاسی، رقابت بین واحدهایی که خودخواهانه عمل می‌کنند، نقش مهم و حتی غالب ایفا می‌کند.[۳۷]
- توماس رابرت مالتوس (۱۷۶۶–۱۸۳۴) که به‌طور مشابه به دغدغه‌های اقتصادی اسمیت مشغول بود، هشدار داد با توجه به قدرت میل جنسی که در همه حیوانات وجود دارد، جمعیت‌ها تمایل به رشد هندسی دارند و رشد جمعیت تنها با محدودیت‌های رشد اقتصادی بررسی می‌شود که اگر جمعیت رشد داشته باشد، به سرعت از رشد اقتصادی پیشی گرفته و باعث گرسنگی، فقر و فلاکت می‌شود.[۳۸] این «مبارزه برای هستی» به دور از پیامدهای ساختارهای اقتصادی یا نظم‌های اجتماعی، برای مالتوس، یک قانون طبیعی اجتناب ناپذیر است.[۳۹]
- اگوست کنت (۱۷۹۸–۱۸۵۷) مشهور به پدر جامعه‌شناسی قانون سه مرحله‌ای را تدوین کرد: ۱. مرحله الهیات که رشد انسان از آن آغاز می‌گشت و در آن طبیعت به‌طور اسطوره تصور می‌شد و انسان به دنبال توضیح پدیده‌های طبیعی از موجودات ماوراءطبیعی بود. ۲. مرحله متافیزیکی که در آن طبیعت نتیجه نیروهای مبهم تصور می‌شد و انسان به دنبال توضیح پدیده‌های طبیعی از از طریق آنها بود. ۳. مرحله اثبات گرایی که در آن تمام نیروهای انتزاعی و مبهم کنار گذاشته می‌شوند و پدیده‌های طبیعی با رابطه ثابت آنها توضیح داده می‌شوند.[۴۰] این پیشرفت از طریق رشد ذهن انسان و از طریق اعمال فزاینده فکر، استدلال و منطق در درک جهان انجام می‌شود.[۴۱] کنت جامعه ارزش‌گذاری علم را بالاترین و توسعه‌یافته‌ترین نوع سازمان انسانی می‌دانست.[۴۰]

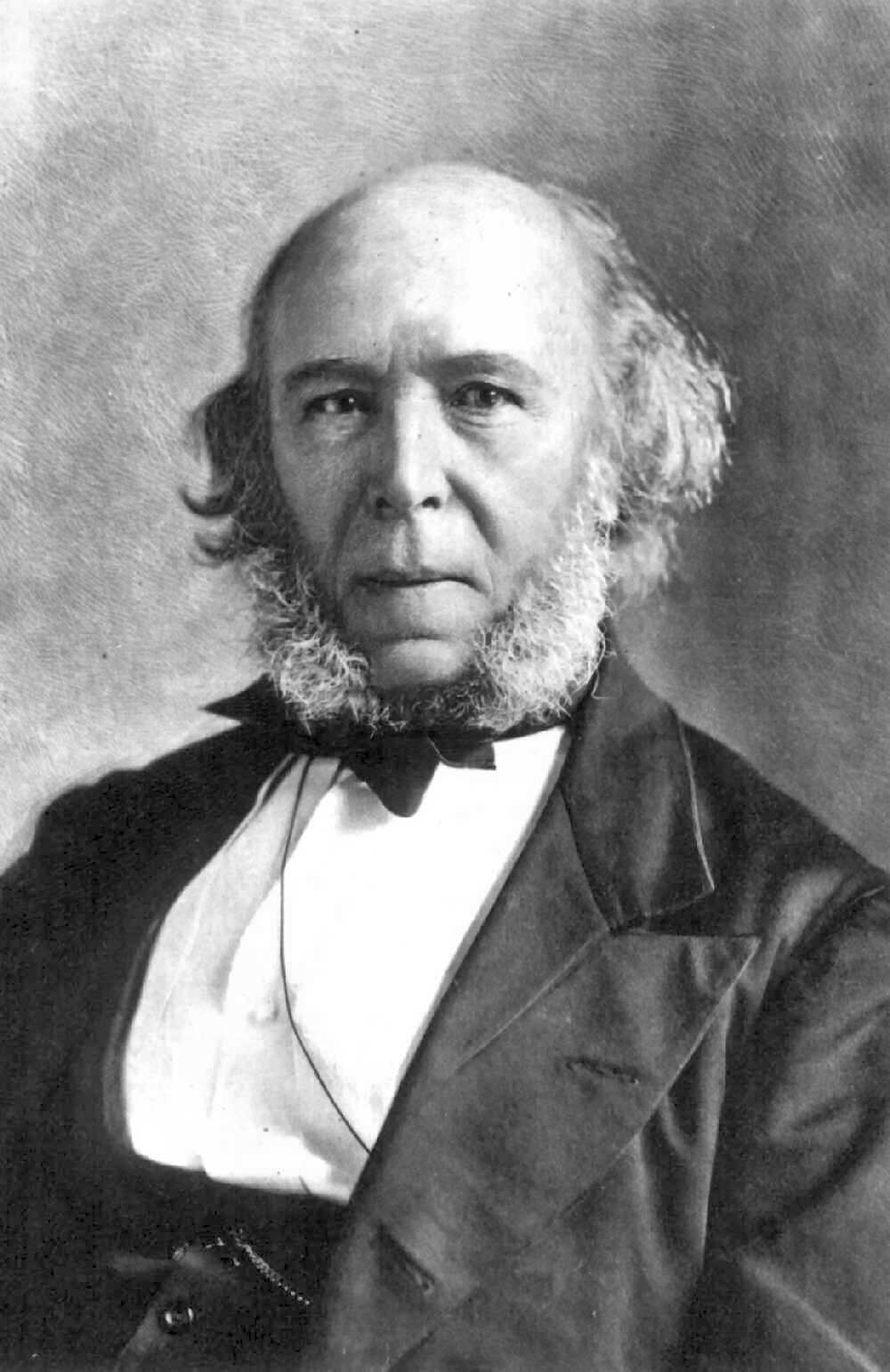
هربرت اسپنسر انگلیسی

- هربرت اسپنسر (۱۹۰۳–۱۸۲۰) مخالف مداخله‌گری اقتصادی حکومت و باورمند بود جامعه باید به سمت آزادی فردی بیشتر تکامل یابد،[۴۲] او ژان بتیست لامارک را در تفکر تکاملی خود دنبال کرد،[۴۳] او باورمند بود انسان‌ها در طول زمان با محیط اطراف خود سازگار می‌شوند.[۴۴] او بین دو مرحله توسعه از نظر مقررات داخلی جوامع تفاوت قائل شد:[۴۰] جوامع نظامی و صنعتی.[۴۰] جامعه نظامی پیشین (و ابتدایی تر) هدف تسخیر و دفاع را دارد، متمرکز، خودکفای اقتصادی، جمعی، به نفع یک جامعه است. گروهی به نفع یک فرد، از اجبار، زور و سرکوب استفاده می‌کند و به وفاداری، اطاعت و انضباط پاداش می‌دهد.[۴۰] جامعه صنعتی، در مقابل، هدف تولید و تجارت، غیرمتمرکز است، با جوامع دیگر از طریق روابط اقتصادی ارتباط متقابل داشت، از طریق همکاری داوطلبانه و خویشتن داری فردی کار می‌کند، خیر و صلاح فرد را دارای بالاترین ارزش می‌داند، زندگی اجتماعی را از طریق روابط داوطلبانه تنظیم می‌کند. و برای ابتکار، استقلال و نوآوری ارزش قائل است.[۴۰][۴۵] فرایند گذار از جامعه نظامی به جامعه صنعتی، نتیجه فرآیندهای تکاملی پایدار در جامعه است.[۴۰] اسپنسر نوعی حلقه بازخورد بین تکامل ذهنی و اجتماعی را تصور کرد: هر چه قوای ذهنی بالاتر باشد، پیچیدگی جامعه ای بیشتر می‌شود که افراد می‌توانند ایجاد کنند. هر چه جامعه پیچیده‌تر باشد، محرک بیشتری برای رشد ذهنی بیشتر فراهم می‌کند. همه چیز منسجم شد تا پیشرفت را اجتناب ناپذیر کند یا کسانی را که ادامه ندادند از بین ببرند.[۴۶] صرف نظر از اینکه پژوهشگران رابطه اسپنسر با داروین را چگونه تفسیر می‌کنند، اسپنسر در دهه ۱۸۷۰ به ویژه در ایالات متحده به یک چهره فوق‌العاده محبوب تبدیل شد. نویسندگانی مانند ادوارد ال. یومانز، ویلیام گراهام سامنر، جان فیسک، جان بورگس، لستر فرانک وارد، لوئیس مورگان و سایر متفکران عصر طلایی ایالات متحده همگی نظریه‌های تکامل‌گرایی اجتماعی را در نتیجه قرار گرفتن در معرض اسپنسر و همچنین داروین توسعه دادند.

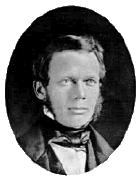
لوئیس مورگان آمریکایی

- لوئیس مورگان (۱۸۱۸–۱۸۸۱) انسان‌شناسی که ایده‌هایش تأثیر بسیاری بر جامعه‌شناسی داشته‌است، در سال ۱۸۷۷، در کتاب کلاسیک «جوامع باستانی»، بین سه دوره تمایز قائل شد:[۴۷] وحشیگری، بربریت و تمدن که توسط اختراعات تکنولوژیکی تقسیم می‌شوند، مانند آتش، کمان، سفالگری در دوران وحشی، اهلی کردن حیوانات، کشاورزی، فلزکاری در دوران بربرها و الفبا و نوشتن در عصر تمدن.[۴۸] بنابراین مورگان بین پیشرفت اجتماعی و پیشرفت فناوری پیوندی ایجاد کرد. مورگان پیشرفت فناوری را به عنوان نیرویی در پشت پیشرفت اجتماعی می‌نگریست و باورمند بود که هر تغییر اجتماعی - در نهاد اجتماعیها، سازمان‌ها یا ایدئولوژی‌ها- آغاز خود را در تغییرات تکنولوژیکی دارد.[۴۸][۴۹] نظریه‌های مورگان توسط فریدریش انگلس که اثر مشهور «منشأ خانواده، مالکیت خصوصی و دولت» را بر اساس آن‌ها بنا کرد، رایج شد.[۴۸] برای انگلس و دیگر مارکسیست‌ها، این نظریه مهم بود، زیرا از اعتقاد آنها حمایت می‌کرد که عوامل مادی ـ اقتصادی و تکنولوژیک ـ در شکل‌دادن به سرنوشت بشریت تعیین‌کننده هستند.[۴۸]

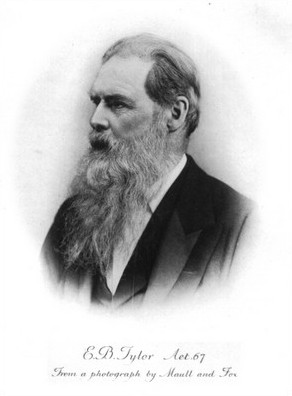
ادوارد بارنت تایلور انگلیسی

- ادوارد بارنت تایلور (۱۸۳۲–۱۹۱۷)، پیشگام انسان‌شناسی، بر تکامل فرهنگ در سراسر جهان تمرکز کرد و اشاره کرد که فرهنگ بخش مهمی از هر جامعه و همچنین تابع فرآیندی از سیر تکاملی است. او باورمند بود که جوامع در مراحل مختلف توسعه فرهنگی قرار دارند و هدف انسان‌شناسی بازسازی تحول فرهنگ، از آغاز بدوی تا دولت مدرن است. انسان‌شناسان سر ادوارد بارنت تایلور در انگلستان و لوئیس هنری مورگان در ایالات متحده با داده‌های بومیان کار کردند که (آنها ادعا می‌کردند) مراحل اولیه تکامل فرهنگی را نشان می‌دهد که بینشی در مورد روند و پیشرفت تکامل فرهنگ می‌دهد. مورگان بعدها تأثیر چشمگیری بر کارل مارکس و فردریش انگلس گذاشت که نظریه تکامل اجتماعی - فرهنگی را توسعه داد که در آن تضادهای درونی در جامعه مجموعه‌ای از مراحل رو به افزایش را ایجاد کرد که به یک جامعه سوسیالیستی ختم شد. (به مارکسیسم مراجعه کنید). تایلور و مورگان نظریه تکامل تک خطی را توضیح دادند و معیارهایی را برای طبقه‌بندی فرهنگ‌ها بر اساس جایگاه آنها در یک نظام ثابت رشد بشریت به عنوان یک کل مشخص کردند و شیوه‌ها و مکانیسم‌های این رشد را بررسی کردند. دغدغه آنها اغلب به فرهنگ به‌طور کلی مربوط می‌شد و نه فرهنگ‌های فردی. تجزیه و تحلیل آنها از داده‌های بین فرهنگی مبتنی بر سه فرض بود: ۱. جوامع معاصر ممکن است به عنوان ابتدایی یا متمدن تر طبقه‌بندی و رتبه‌بندی شوند. ۲. تعداد معینی از مراحل بین ابتدایی و متمدن وجود دارد (به عنوان مثال گروه، قبیله، خان‌سالار و ایالت) ۳. همه جوامع در این مراحل به یک ترتیب پیشرفت میی‌کنند ولی معمولاً نظریه پردازان پیشرفت (یعنی تفاوت بین یک مرحله و مرحله بعدی) را بر حسب افزایش پیچیدگی اجتماعی (از جمله تمایز طبقاتی و تقسیم کار پیچیده) یا افزایش پیچیدگی فکری، الهیاتی و زیبایی شناختی می‌سنجند. این قوم‌شناسان سده نوزدهمی از این اصول عمدتاً برای توضیح تفاوت‌ها در باورهای مذهبی و اصطلاحات خویشاوندی در میان جوامع مختلف استفاده کردند.

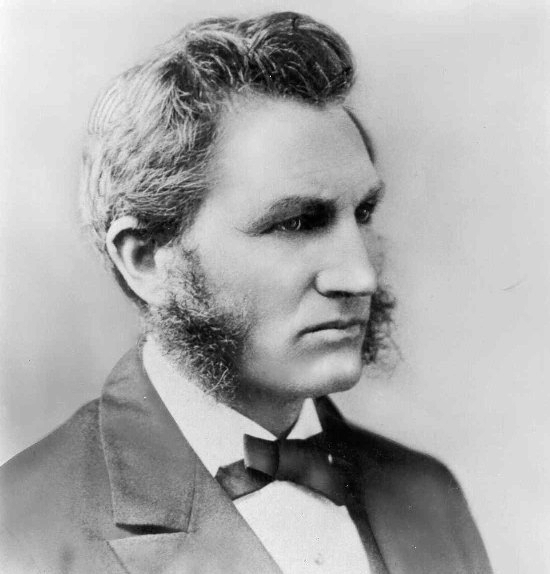
لستر فرانک وارد آمریکایی

- لستر فرانک وارد (۱۸۴۱–۱۹۱۳) که گاهی از آن به عنوان «پدر» جامعه‌شناسی آمریکایی یاد می‌شود، بسیاری از نظریه‌های اسپنسر در مورد تکامل جوامع را رد کرد. وارد که گیاه‌شناس و دیرینه‌شناس نیز بود، بر این باور بود که قانون تکامل در جوامع بشری بسیار متفاوت از آن در پادشاهی‌های گیاهی و جانوری عمل می‌کند، و این نظریه را مطرح کرد که قانون طبیعت با قانون ذهن جایگزین شده‌است.[۵۰] او تأکید کرد که انسان‌ها با هدایت احساسات، اهدافی را برای خود ایجاد می‌کنند و برای تحقق بخشیدن به آنها (به مؤثرترین شکل با روش علمی مدرن) در حالی که چنین هوش و آگاهی ای وجود ندارد که جهان غیرانسانی را هدایت کند.[۵۱] گیاهان و حیوانات با طبیعت سازگار می‌شوند. انسان طبیعت را شکل می‌دهد در حالی که اسپنسر باورمند بود که رقابت و بقای اصلح به نفع جامعه بشری و تکامل اجتماعی-فرهنگی است، وارد رقابت را نیرویی ویرانگر می‌دانست و اشاره می‌کرد که همه نهادها، سنت‌ها و قوانین بشری ابزاری هستند که توسط ذهن انسان اختراع شده‌اند و آن ذهن آنها را مانند همه ابزارها برای «مقابله و مات کردن» رقابت بی‌بندوبار نیروهای طبیعی طراحی کرده‌است.[۵۰] وارد با اسپنسر موافق بود که دولت‌های مستبد استعدادهای افراد را سرکوب می‌کنند ولی او باورمند بود که جوامع دموکراتیک مدرن، که نقش دین را به حداقل رسانده و نقش علم را به حداکثر می‌رسانند، می‌توانند به‌طور مؤثری از فرد در تلاش او برای استفاده کامل از استعدادهایشان و رسیدن به خوشبختی حمایت کنند. او باورمند بود که فرآیندهای تکاملی دارای چهار مرحله است: ۱. ابتدا کیهان‌زایی، خلقت و تکامل جهان می‌آید. ۲. سپس، هنگامی که زندگی پدید می‌آید، بیوژنز وجود دارد.[۵۱]؛ ۳. توسعه بشریت منجر به انسان زایی می‌شود که تحت تأثیر ذهن انسان است.[۵۱]؛ ۴. سرانجام تکامل اجتماعی-فرهنگی می‌رسد، که علم شکل‌دادن به خود فرایند تکاملی برای بهینه‌سازی پیشرفت، شادی انسان و خودشکوفایی فردی است.[۵۱] در حالی که وارد جوامع مدرن را برتر از جوامع «ابتدایی» می‌دانست (فقط باید به تأثیر علم پزشکی بر سلامت و طول عمر توجه کرد) او نظریه‌های برترپنداری نژاد سفید را رد کرد. او از نظریه خارج از آفریقا تکامل انسان حمایت می‌کرد و باورمند بود که همه نژادها و طبقات اجتماعی از نظر استعداد برابر هستند.[۵۲] با این حال، وارد فکر نمی‌کرد که پیشرفت تکاملی اجتناب‌ناپذیر است و از انحطاط جوامع و فرهنگ‌ها می‌ترسید که آن را در سوابق تاریخی بسیار مشهود می‌دید.[۵۳] وارد همچنین از تغییر شکل رادیکال جامعه که توسط حامیان جنبش اصلاح نژاد یا پیروان کارل مارکس پیشنهاد شده بود، موافق نبود. وارد مانند کنت باورمند بود که جامعه‌شناسی پیچیده‌ترین علوم است و جامعه‌شناسی واقعی بدون تحقیق و آزمایش قابل توجه غیرممکن است.[۵۲]

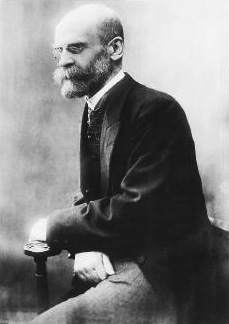
امیل دورکیم فرانسوی

- امیل دورکیم (۱۹۱۷–۱۸۵۸) یکی دیگر از پدران جامعه‌شناسی، دیدگاهی دوگانه از پیشرفت اجتماعی ارائه کرد.[۵۴] مفهوم کلیدی او همبستگی اجتماعی بود زیرا وی تکامل اجتماعی را برحسب پیشرفت از همبستگی مکانیکی به همبستگی ارگانیک تعریف می‌کرد.[۵۴]؛ ۱. در همبستگی مکانیکی، مردم خودکفا هستند، ادغام کمی وجود دارد و بنابراین نیاز به استفاده از زور و سرکوب برای حفظ جامعه وجود دارد.[۵۴]؛ ۲. در همبستگی ارگانیک، افراد یکپارچه‌تر و بهم وابسته‌تر هستند و تخصص و همکاری گسترده‌تر است.[۵۴] پیشرفت از همبستگی مکانیکی به همبستگی ارگانیک اولاً مبتنی بر رشد جمعیت و افزایش تراکم جمعیت، ثانیاً بر افزایش «تراکم اخلاقی» (توسعه تعاملات اجتماعی پیچیده‌تر) و ثالثاً بر افزایش تخصص در محیط کار است.[۵۴] از نظر دورکیم، مهم‌ترین عامل در پیشرفت اجتماعی تقسیم کار است.[۵۴] این مورد بعدها در اواسط دهه ۱۹۰۰ توسط اقتصاددان استر بوسروپ (۱۹۱۰–۱۹۹۹) برای نقد برخی از جنبه‌های نظریه مالتوسی مورد استفاده قرار گرفت.
- فردیناند تونیس (۱۸۵۵–۱۹۳۶) تکامل را به عنوان توسعه از جامعه غیررسمی به جامعه رسمی عقلانی و مدرن توصیف می‌کند. جایی که مردم آزادی‌های زیادی دارند و قوانین و تعهدات کمی برای تحت سلطه سنت‌ها و قوانین قرار گرفتن وجود دارد و این سبب می‌شود در آن مردم از عمل کردن براساس میل خودشان محدود می‌شوند.[۵۵] او همچنین خاطرنشان می‌کند زمانی که همه جوامع کوچکتر در یک جامعه واحد، بزرگ و مدرن جذب می‌شوند، تمایل به استانداردسازی و یکپارچگی به وجود می‌آید.[۵۵] بنابراین می‌توان گفت تونیس بخشی از فرآیندی را توصیف می‌کند که امروزه به عنوان جهانی شدن شناخته می‌شود. تونیس همچنین یکی از اولین جامعه شناسانی بود که ادعا کرد تکامل جامعه لزوماً در مسیر درست پیش نمی‌رود چون پیشرفت اجتماعی کامل نیست و حتی می‌توان آن را یک رگرسیون جدیدتر نامید، جوامع پیشرفته تر تنها پس از پرداخت هزینه‌های بالا به دست می‌آیند و در نتیجه رضایت مردم آن جامعه کاهش می‌یابد.[۵۵] کار تونیس پایه و اساس نئوتکامل‌گرایی شد.[۵۵]
- ماکس وبر (۱۹۲۰–۱۸۶۴) گرچه معمولاً به‌عنوان یک تکامل‌گرای اجتماعی - فرهنگی به‌شمار نمی‌آید ولی نظریه طبقه‌بندی اقتدار سه‌گانه او را می‌توان به‌عنوان یک نظریه تکاملی نیز در نظر گرفت. وبر سه نوع ایده‌آل رهبری سیاسی، سلطه و اقتدار را از یکدیگر متمایز می‌کند: ۱. سلطه کاریزماتیک (شخصیت، قهرمانی، رهبری، مذهبی)، ۲. اقتدار سنتی (پدرسالاران، پاتریمونیالیسم، فئودالیسم) و ۳. اقتدار عقلانی - قانونی (قانون و دولت مدرن، بوروکراسی). وبر همچنین خاطرنشان می‌کند سلطه قانونی پیشرفته‌ترین نوع است و اینکه اکثر جوامع از سنتی و اقتدار کاریزماتیک به اقتدار عقلانی - قانونی تکامل می‌یابند.

### نقد و تأثیر بر نظریه‌های مدرن
اوایل سده بیستم دوره‌ای از بررسی انتقادی سیستماتیک و رد تعمیم‌های گسترده نظریه‌های تک خطی تکامل اجتماعی-فرهنگی را آغاز کرد. انسان‌شناسان فرهنگی مانند فرانتس بوئاس (۱۸۵۸–۱۹۴۲)، همراه با شاگردانش، از جمله روث بندیکت و مارگارت مید، به عنوان رهبر رد تکامل گرایی اجتماعی کلاسیک توسط انسان‌شناسی در نظر گرفته می‌شوند.
با این حال، مکتب بوئاس برخی از پیچیدگی‌های نظریه‌های تکاملی را که خارج از نفوذ هربرت اسپنسر پدیدار شد، نادیده می‌گیرد. کتاب «دربارهٔ منشأ گونه‌ها» داروین، کاملاً جدا از نظریه‌های اسپنسر که بر رشد اجتناب‌ناپذیر انسان طی مراحلی تأکید می‌کرد، توضیحی مکانیکی از منشأ و تکامل حیوانات ارائه می‌دهد. در نتیجه، بسیاری از پژوهشگران با تکیه بر قیاس‌های عمیق فرهنگی، درک پیچیده‌تری از چگونگی تکامل فرهنگ‌ها نسبت به نظریه‌های سنت هربرت اسپنسر ایجاد کردند. والتر باگهوت (۱۸۷۲) انتخاب و وراثت را در توسعه نهادهای سیاسی انسانی به کار برد. ساموئل الکساندر (۱۸۹۲) در مورد انتخاب طبیعی اصول اخلاقی در جامعه بحث می‌کند. ویلیام جیمز (۱۸۸۰) «انتخاب طبیعی» ایده‌ها را در یادگیری و توسعه علمی مورد توجه قرار داد. در حقیقت، او یک «موازی قابل توجه […] بین حقایق تکامل اجتماعی از یک سو، و تکامل جانورشناسی که توسط داروین توضیح داده شده‌است، از سوی دیگر شناسایی کرد». چارلز سندرز پیرس (۱۸۹۸) حتی پیشنهاد کرد قوانین فعلی طبیعت ما وجود دارند زیرا آنها در طول زمان تکامل یافته‌اند. خود داروین در فصل ۵ از تبار انسان پیشنهاد کرد احساسات اخلاقی انسان در معرض انتخاب گروهی است: «قبیله‌ای متشکل از اعضای بسیاری که از داشتن روحیه میهن‌پرستی، وفاداری، اطاعت، شجاعت و همدردی، همیشه آماده کمک به یکدیگر و فداکاری در راه منافع عمومی بودند، بر اکثریت قبایل دیگر پیروز خواهند شد و این انتخاب طبیعی خواهد بود.» از طریق مکانیسم تقلید، فرهنگ‌ها و همچنین افراد می‌توانند در معرض انتخاب طبیعی قرار گیرند.
در حالی که این نظریه‌ها شامل تکامل می‌شدند، به جز انتخاب گروه داروین، برای پرسش‌های اجتماعی اعمال می‌شد، نظریه‌های بررسی شده در بالا به درک دقیقی از چگونگی گسترش و کاربرد مکانیسم داروین در فرهنگ‌ها فراتر از جذابیت مبهم برای رقابت، کمک نکردند. داروینیسم و سیاست ریچی (۱۸۸۹) این روند را می‌شکند و باورمند است که «زبان و نهادهای اجتماعی انتقال تجربه را کاملاً مستقل از تداوم نژاد ممکن می‌سازند». از این رو ریچی تکامل فرهنگی را فرآیندی می‌دانست که می‌تواند مستقل از تکامل گونه‌ها و در مقیاس‌های مختلف عمل کند و زیربنای دقیقی به آن داد: او به قول خودش، «محدوده خود را» به ایده‌ها، فرهنگ‌ها و نهادها گسترش می‌داد.
تورشتاین وبلن، تقریباً در همان زمان، به بینش مشابهی رسید: انسان‌ها به محیط اجتماعی خود تکامل می‌یابند ولی محیط اجتماعی آنها نیز به نوبه خود تکامل می‌یابد. مکانیسم وبلن برای پیشرفت انسان، تکامل نیت انسان بود: وبلن انسان را «موجود عادت» می‌دانست و فکر می‌کرد که عادات از سوی کسانی که بر او تأثیر می‌گذاشتند «هضم ذهنی» است. به‌طور خلاصه، همان‌طور که هاجسون و نادسن اشاره می‌کنند، وبلن فکر می‌کند: «موسسات در حال تغییر به نوبه خود باعث انتخاب بیشتر افراد با مناسب‌ترین خلق و خو و سازگاری بیشتر خلق و خو و عادات فردی با محیط در حال تغییر از طریق تشکیل نهادهای جدید می‌شوند.» بنابراین، وبلن بسط نظریه‌های ریچی، که در آن تکامل در سطوح چندگانه عمل می‌کند، به درک پیچیده‌ای از نحوه تعامل هر سطح با سطح دیگر را نشان داد.
علی‌رغم این پیچیدگی، بوئاس و بندیکت از روش‌های تجربی پیچیده‌تر و دقیق‌تری استفاده کردند تا استدلال کنند که نظریه‌های اسپنسر، تایلر و مورگان گمانه‌زنی هستند و به‌طور سیستماتیک داده‌های قوم‌نگاری را نادرست معرفی می‌کنند. نظریه‌های مربوط به "مراحل" تکامل به ویژه به عنوان توهم مورد انتقاد قرار گرفتند. علاوه بر این، آنها تمایز بین "ابتدایی" و "متمدن" (یا "مدرن") را رد نموده و اشاره کردند که جوامع به اصطلاح بدوی معاصر به همان اندازه تاریخ دارند و به همان اندازه جوامع به اصطلاح متمدن تکامل یافته‌اند؛ بنابراین آنها استدلال کردند که هر گونه تلاش برای استفاده از این نظریه برای بازسازی تاریخ مردمان بی سواد (یعنی بدون سند تاریخی) کاملاً گمانه‌زنی و غیرعلمی است.
مشاهده کردند پیشرفت فرضی، که معمولاً با مرحله‌ای از تمدن مشابه با اروپای مدرن به پایان می‌رسد، قوم محوری است. آنها همچنین خاطرنشان کردند که نظریه فرض می‌کند که جوامع به وضوح محدود و متمایز هستند، زمانی که در واقع ویژگی‌ها و اشکال فرهنگی اغلب از مرزهای اجتماعی عبور می‌کنند و در بین بسیاری از جوامع مختلف منتشر می‌شوند. (و بنابراین یک مکانیسم مهم تغییر هستند). بوئاس در رویکرد باستان‌شناسی فرهنگی-تاریخی در تلاش برای شناسایی فرآیندهای واقعی به جای آنچه که او به عنوان مراحل نظری رشد انتقاد می‌کرد، بر کار میدانی انسان شناختی تمرکز کرد. رویکرد او تأثیر زیادی بر انسان‌شناسی آمریکا در نیمه اول سده بیستم گذاشت و بیانگر عقب‌نشینی از تعمیم سطح بالا و از «ساخت نظام» است.
بعدها منتقدان آن را مشاهده کردند فرض جوامع کاملاً محدود دقیقاً در زمانی مطرح شد که قدرت‌های اروپایی جوامع غیرغربی را استعمار می‌کردند، و در نتیجه خودخواهانه بود. بسیاری از انسان شناسان و نظریه‌پردازان اجتماعی اکنون تکامل فرهنگی و اجتماعی یک خطی را یک اسطوره غربی می‌دانیم که به ندرت بر پایه‌های تجربی محکم استوار است. نظریه‌پرداز انتقادی استدلال می‌کنند مفاهیم تکامل اجتماعی صرفاً توجیهی برای قدرت توسط نخبگان جامعه است. سرانجام، جنگ‌های جهانی ویرانگر که بین سال‌های ۱۹۱۴ و ۱۹۴۵ روی داد، اعتماد به نفس اروپا را فلج کرد. پس از میلیون‌ها مرگ، نسل‌کشی، و تخریب زیرساخت‌های صنعتی اروپا، ایده پیشرفت در بهترین حالت مشکوک به نظر می‌رسید.
بنابراین تکامل گرایی اجتماعی-فرهنگی مدرن بیشتر تکامل گرایی اجتماعی کلاسیک را به دلیل مشکلات نظری مختلف رد می‌کند:
1. این نظریه عمیقاً قوم‌مداری بود - قضاوت‌های ارزشی سنگینی در مورد جوامع مختلف انجام می‌دهد که تمدن غربی با ارزش‌ترین آنها تلقی می‌شود.
2. فرض بر این بود که همه فرهنگ‌ها مسیر یا پیشرفت یکسانی را دنبال می‌کنند و اهداف یکسانی دارند.
3. تمدن را با فرهنگ مادی (فناوری، شهرها و غیره) یکی می‌دانست.

از آنجا که تکامل اجتماعی به عنوان یک نظریه علمی مطرح می‌شد، اغلب برای حمایت از شیوه‌های اجتماعی ناعادلانه و اغلب نژادپرستانه - به ویژه استعمار، برده‌داری، و شرایط اقتصادی نابرابر موجود در اروپای صنعتی استفاده می‌شد. داروینیسم اجتماعی به ویژه مورد انتقاد قرار می‌گیرد زیرا ظاهراً به برخی از فلسفه‌های مورد استفاده نازی‌ها منجر شد.

### ماکس وبر، افسون‌زدگی و نظریه انتقادی

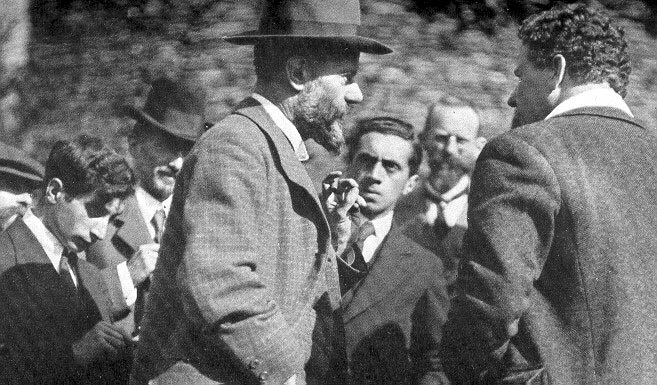
ماکس وبر آلمانی در سال ۱۹۱۷

آثار عمده وبر در جامعه‌شناسی اقتصادی و جامعه‌شناسی دین به عقلانیت، سکولاریزاسیون و به اصطلاح «افسون‌زدایی» می‌پردازد که او آن را با ظهور سرمایه‌داری و مدرنیته مرتبط کرد. در جامعه‌شناسی، عقلانیت فرآیندی است که در آن تعداد فزاینده‌ای از کنش اجتماعی مبتنی بر ملاحظات کارایی غایت‌شناختی یا محاسبه است تا مبتنی بر انگیزه‌های ناشی از اخلاق، احساس، رسم، یا سنت. عقلانیت به جای ارجاع به آنچه واقعاً «عقلانی» یا «منطقی» است، به جست‌وجوی بی‌وقفه برای اهدافی اشاره دارد که ممکن است واقعاً به «زیان» یک جامعه عمل کنند. عقلانیت جنبه‌ای دوسوگرا از مدرنیته است که به‌ویژه در جامعه غربی - به‌عنوان رفتار بازار سرمایه‌داری، از مدیریت عقلانی در دولت و بوروکراسی، از گسترش علم مدرن و از گسترش فن آوری مدرن آشکار می‌شود.
اندیشه وبر در رابطه با گرایش‌های عقلانیت و سکولاریسم جامعه مدرن غربی (که گاهی به عنوان «تز وبر توصیف می‌شود) با مارکسیسم ترکیب می‌شود تا نظریه انتقادی به‌ویژه در کار متفکرانی مانند یورگن هابرماس (زادهٔ ۱۸ ژوئن ۱۹۲۹) را تسهیل کند. نظریه‌پردازان انتقادی، به عنوان ضد اثبات‌گرایی، از ایده سلسله مراتب علوم یا جوامع، به ویژه از اثبات‌گرایی جامعه‌شناختی انتقاد می‌کنند که در اصل توسط اگوست کنت مطرح شد. یورگن هابرماس مفهوم عقلانیت ابزاری محض را به این معنا نقد کرده‌است که تفکر علمی به چیزی شبیه به خود ایدئولوژی تبدیل می‌شود. برای نظریه‌پردازانی مانند زیگمونت باومن (۱۹۲۵–۲۰۱۷)، عقلانیت به‌عنوان تجلی مدرنیته ممکن است نزدییک‌ترین و تأسف بارترین ارتباط را با رویدادهای هولوکاست داشته باشد.

## نظریه‌های مدرن
هنگامی که نقد تکامل‌گرایی اجتماعی کلاسیک به طور گسترده پذیرفته شد، رویکردهای انسان‌شناختی مدرن و جامعه‌شناختی به ترتیب تغییر کردند. نظریه‌های مدرن مراقب هستند تا از گمانه‌زنی‌های بی‌منبع، قوم‌مدارانه، مقایسه‌ها یا قضاوت‌های ارزشی اجتناب کنند. کم و بیش جوامع فردی را به عنوان موجود در بافت تاریخی خود در نظر می‌گیرند. این شرایط زمینه را برای نظریه‌های جدیدی مانند نسبی‌گرایی فرهنگی و فرگشت چندخطی فراهم کرد.

تصویر ترکیبی از زمین در شب در سال ۲۰۱۲، ایجاد شده توسط ناسا و نوآ. درخشان‌ترین مناطق زمین شهری‌ترین مناطق هستند ولی لزوماً پرجمعیت‌ترین مناطق نیستند. حتی بیش از ۱۰۰ سال پس از اختراع چراغ برق، بیشتر مناطق کم جمعیت یا بدون روشنایی باقی می‌مانند.

در دهه‌های ۱۹۲۰ و ۱۹۳۰، گوردون چایلد تحولی در مطالعه تکامل‌گرایی فرهنگی ایجاد کرد. او گزارش جامعی از پیش از تاریخ انجام داد که شواهدی برای انتقال فرهنگی آفریقایی و آسیایی به اروپا در اختیار پژوهشگران قرار داد. وی با یافتن ابزار و مصنوعات مردم بومی آفریقا و آسیا با نژادگرایی علمی مبارزه کرد و نشان داد چگونه بر فناوری فرهنگ اروپایی تأثیر گذاشته‌اند. شواهد به دست آمده از کاوش‌های او با ایده برتری و برتری آریایی‌ها مقابله می‌کرد. چایلد با پذیرش «مفهوم اساسی کوسینا از فرهنگ باستان‌شناسی و شناسایی فرهنگ‌هایی به‌عنوان بقایای مردمان ماقبل تاریخ» و ترکیب آن با گاه‌شماری‌های دقیق پیش از تاریخ اروپا که توسط گوستاف اسکار مونتلیوس توسعه یافته بود، استدلال کرد هر جامعه‌ای باید به صورت فردی بر اساس مصنوعات تشکیل دهنده‌ای که بیانگر کارکرد عملی و اجتماعی آنها بود، ترسیم می‌شد. چایلد تکامل فرهنگی را با نظریه واگرایی خود با اصلاحات همگرایی توضیح داد. او فرض کرد که فرهنگ‌های مختلف روش‌های جداگانه‌ای را تشکیل می‌دهند نیازهای متفاوتی را برآورده می‌کنند ولی زمانی که دو فرهنگ در تماس بودند، سازگاری‌های مشابهی ایجاد کردند و مسائل مشابهی را حل کردند. چایلد با رد نظریه تکامل فرهنگی موازی اسپنسر، دریافت که تعاملات بین فرهنگ‌ها به همگرایی جنبه‌های مشابهی که اغلب به یک فرهنگ نسبت داده می شود کمک می‌کند. چایلد بر فرهنگ انسانی به‌عنوان یک ساخت اجتماعی به‌جای محصولی از زمینه‌های محیطی یا تکنولوژیکی تأکید داشت. چایلد اصطلاحات «انقلاب نوسنگی» و «انقلاب شهرنشینی» را ابداع کرد که امروزه هنوز در شاخه انسان‌شناسی پیش از تاریخ استفاده می‌شود.
در سال ۱۹۴۱ انسان‌شناس، رابرت ردفیلد در مورد تغییر از «جامعه عامیانه» به «جامعه شهری» نوشت. در دهه ۱۹۴۰، انسان‌شناسان فرهنگی مانند لسلی وایت و جولیان استوارد به دنبال احیای یک مدل تکاملی بر مبنای علمی‌تر بودند و در ایجاد رویکردی به نام تکامل‌گرایی نو موفق شدند. وایت تقابل بین جوامع «ابتدایی» و «مدرن» را رد کرد ولی استدلال نمود جوامع را می‌توان بر اساس میزان انرژی که مهار می‌کنند متمایز کرد و افزایش انرژی باعث تمایز اجتماعی بیشتر شد (قانون وایت). از سوی دیگر استوارد مفهوم پیشرفت سده نوزدهم را رد کرد و در عوض توجه را به مفهوم داروینی «انطباق» جلب نمود و استدلال کرد که همه جوامع باید به نحوی با محیط خود سازگار شوند.
انسان‌شناسان مارشال ساهلینز و سرویس المان یک جلد ویرایش شده با عنوان «تکامل و فرهنگ» تهیه کردند که در آن سعی کردند رویکردهای وایت و استوارد را ترکیب کنند. سایر انسان‌شناسان، با تکیه بر کار وایت و استوارد یا پاسخ به آن، نظریه‌هایی در مورد بوم‌شناسی فرهنگی و انسان‌شناسی بوم‌شناختی ایجاد کردند. برجسته‌ترین نمونه‌ها پیتر وایدا و روی راپاپورت هستند. در اواخر دهه ۱۹۵۰، شاگردان استوارد مانند اریک ولف و سیدنی مینتز از بوم‌شناسی فرهنگی به مارکسیسم، نظریه نظام‌های جهانی، نظریه وابستگی و ماروین هریس ماتریالیسم فرهنگی روی آوردند.
امروزه اکثر انسان‌شناسان مفاهیم سده نوزدهم پیشرفت و سه فرض تکامل تک‌خطی را رد می کنند. آنها به پیروی از استوارد، رابطه بین یک فرهنگ و محیط آن را جدی می‌گیرند تا جنبه‌های مختلف یک فرهنگ را توضیح دهند ولی بیشتر انسان‌شناسان فرهنگی مدرن رویکرد نظام‌های کلی را اتخاذ کرده‌اند و فرهنگ‌ها را به‌عنوان نظام‌های نوظهور بررسی می‌کنند و استدلال می‌نمایند باید کل محیط اجتماعی را در نظر گرفت که شامل روابط سیاسی و اقتصادی میان فرهنگ‌ها می‌شود. در نتیجه مفاهیم ساده‌گرایانه «تکامل پیشرونده»، نظریه‌های تکاملی فرهنگی مدرن‌تر و پیچیده‌تر (مانند نظریه وراثت دوگانه، که در زیر مورد بحث قرار می‌گیرد) کمتر در علوم اجتماعی مورد توجه قرار می‌گیرند، و در برخی موارد جای خود را به مجموعه‌ای از نظریه‌های انسانی‌تر داده‌اند. نزدیک می شود. رویکردهای انسان‌گرایانه تر برخی کلیت تفکر تکاملی را رد می‌کنند و به جای آن به اتفاقات تاریخی، تماس با فرهنگ های دیگر و عملکرد نظام‌های نماد فرهنگی نگاه می‌کنند. در زمینه مطالعات توسعه، نویسندگانی مانند آمارتیا سن درک درستی از «توسعه» و «شکوفایی انسانی» ایجاد کرده‌اند که مفاهیم ساده‌تری از پیشرفت را نیز زیر سؤال می‌برند، در حالی که بسیاری از الهام‌بخش اصلی خود را حفظ می‌کنند.

### نظریه مدرنیزاسیون
نظریه‌های مدرنیزاسیون ارتباط نزدیکی با نظریه وابستگی و نظریه توسعه دارند. در حالی که آنها در دهه ۱۹۵۰ و ۱۹۶۰ توسعه‌یافته و رایج شده‌اند، اجداد ایدئولوژیک و معرفتی آنها را می‌توان حداقل تا اوایل سده بیستم جستجو کرد. زمانی که مورخان مترقی و دانشمندان علوم اجتماعی، بر اساس ایده‌های داروینی مبنی بر اینکه ریشه‌های موفقیت اقتصادی در ایالات متحده را باید در ساختار جمعیتی آن جستجو کرد، که به عنوان یک جامعه مهاجر، از قوی‌ترین و شایسته‌ترین افراد کشورهای مبدأ خود تشکیل شده بود. شروع به ارائه اسطوره ملی سرنوشت آشکار آمریکایی-آمریکایی با استدلال تکاملی کرده بود. به‌طور صریح و ضمنی، ایالات متحده به معیار مدرنیزاسیون تبدیل شد و جوامع دیگر را می‌توان بر اساس میزان مدرنیته آن‌ها با میزان پایبندی آنها به نمونه آمریکایی-آمریکایی سنجید. نظریه‌های مدرنیزاسیون نظریه‌های پیشین تکامل اجتماعی-فرهنگی را با تجربیات عملی و تحقیقات تجربی، به‌ویژه آنهایی ترکیب می‌کنند که از دوران استعمارزدایی آمده‌اند. این نظریه بیان می‌کند:
- کشورهای غربی توسعه‌یافته‌ترین هستند و بقیه جهان (بیشتر مستعمرات سابق) در مراحل اولیه توسعه قرار دارند و در نهایت به همان سطح جهان غرب خواهند رسید.[۶۷]
- مراحل توسعه از جوامع سنتی به جوامع توسعه‌یافته می‌رود.[۶۷]
- کشورهای جهان سوم با پیشرفت اجتماعی خود عقب مانده‌اند و باید در مسیر پیشرفت بیشتر هدایت شوند.[۶۷]

نظریه مدرنیزاسیون برگرفته از نظریه‌های تکامل گرایی اجتماعی کلاسیک، بر عامل مدرنیزاسیون تأکید می‌کند: بسیاری از جوامع صرفاً تلاش می‌کنند (یا نیاز دارند) از موفق‌ترین جوامع و فرهنگ‌ها الگوبرداری کنند. همچنین بیان می‌کند که این امکان وجود دارد، بنابراین از مفاهیم مهندسی اجتماعی حمایت می‌کند و اینکه کشورهای توسعه‌یافته می‌توانند و باید به کشورهای کمتر توسعه‌یافته، مستقیم یا غیرمستقیم کمک کنند.
از جمله دانشمندانی که کمک زیادی به این نظریه کردند، والت وایتمن رستو هستند که در «مراحل رشد اقتصادی: مانیفست غیرکمونیستی» (۱۹۶۰) بر جنبه نظام اقتصادی مدرنیزاسیون تمرکز می‌کند و تلاش می‌کند تا عوامل مورد نیاز برای رسیدن یک کشور به مسیر نوسازی را در مدل برخاست روستویی خود نشان دهد. دیوید آپتر بر نظام سیاسی و تاریخ دموکراسی تمرکز کرد و در مورد ارتباط بین دموکراسی، حکومت خوب و کارآمدی و نوسازی تحقیق کرد.
دیوید مک کللند در ("جامعه دستیابی"، ۱۹۶۷) با نظریه انگیزه به این موضوع از دیدگاه روان‌شناختی نزدیک شد. با این استدلال که مدرنیزاسیون نمی‌تواند اتفاق بیفتد مگر اینکه جامعه به نوآوری، موفقیت و سرمایه‌گذاری آزاد ارزش دهد. الکس اینکلز در ("مدرن شدن"، ۱۹۷۴) به‌طور مشابه مدلی از "شخصیت مدرن" ایجاد می‌کند که باید مستقل، فعال، علاقمند به سیاست‌های عمومی و مسائل فرهنگی، پذیرای تجربیات جدید، منطقی و قادر به ایجاد برنامه‌های بلندمدت برای آینده باشد. برخی از آثار یورگن هابرماس نیز با این زیر شاخه مرتبط است.
نظریه مدرنیزاسیون مورد انتقاد برخی قرار گرفته‌است مشابه آنچه که علیه تکامل گرایی اجتماعی کلاسیک، به ویژه به دلیل قوم گرایی بیش از حد، یک جانبه بودن و تمرکز بر جهان غرب و فرهنگ آن وضع شده‌است.

## دیدگاه‌های معاصر

### دیدگاه‌های سیاسی
دوره جنگ سرد با رقابت بین دو ابرقدرت مشخص شد که هر دو خود را به‌عنوان پیشرفته‌ترین فرهنگ‌های روی کره زمین می‌دانستند. اتحاد جماهیر شوروی خود را به عنوان یک جامعه سوسیالیستی نشان داد که از مبارزه طبقاتی پدید آمد و مقدر بود که به وضعیت کمونیسم برسد، در حالی که جامعه‌شناسان در ایالات متحده (مانند تالکوت پارسونز) استدلال می‌کردند آزادی و شکوفایی ایالات متحده دلیلی بر سطح بالاتری از تکامل اجتماعی فرهنگی فرهنگ و جامعه آن بود. همزمان، استعمارزدایی کشورهای تازه استقلال یافته‌ای را ایجاد کرد که به دنبال توسعه‌یافتگی بیشتر بودند - الگویی از پیشرفت و صنعتی شدن که خود نوعی تکامل اجتماعی-فرهنگی بود.

### دیدگاه‌های تکنولوژیکی

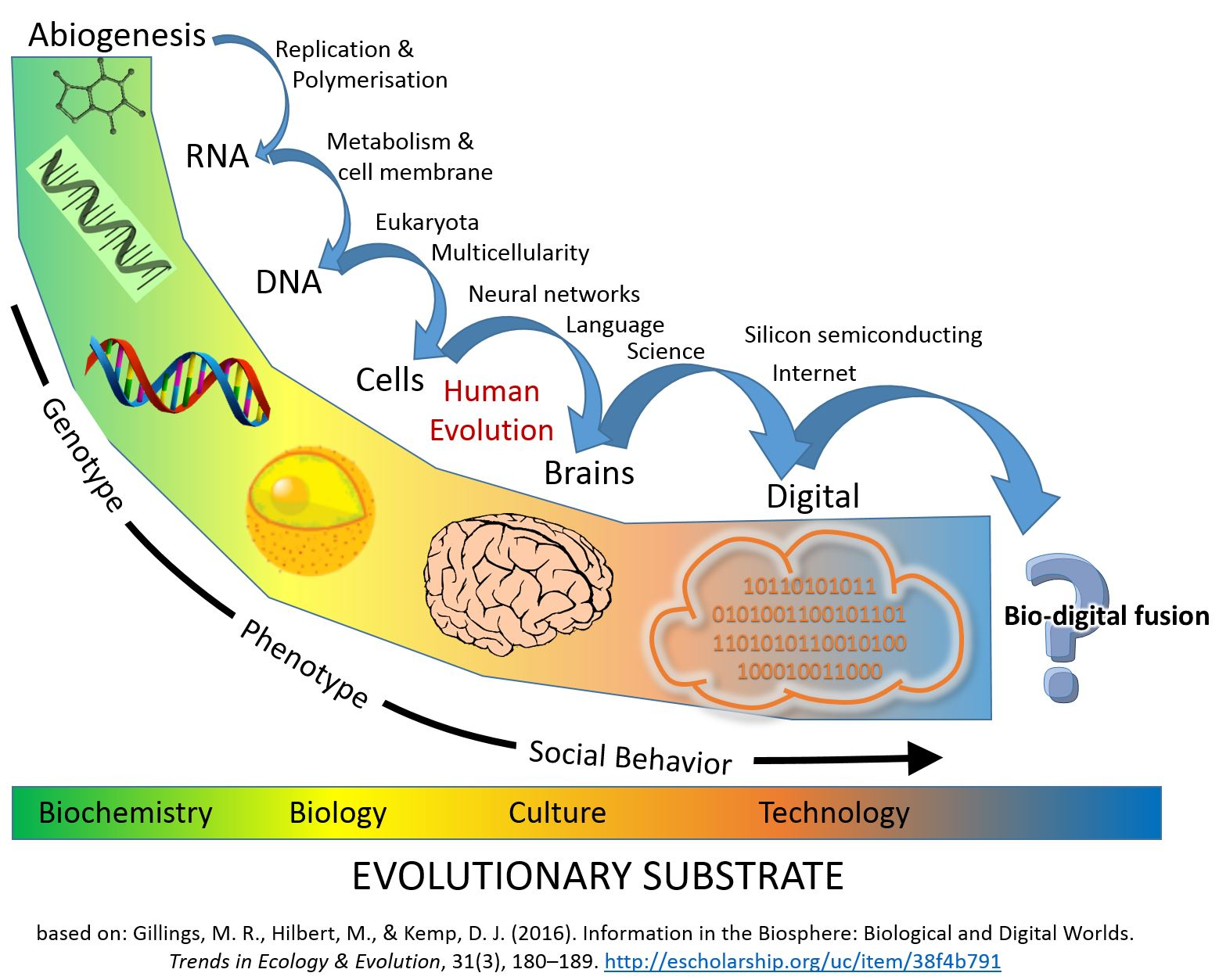
جدول زمانی شماتیک اطلاعات و تکثیرگرها در بیوسفر: انتقالات عمده تکاملی در پردازش اطلاعات

بسیاری استدلال می‌کنند مرحله بعدی تکامل اجتماعی - فرهنگی شامل ادغام با فناوری، به ویژه فناوری پردازش اطلاعات است. چندین انتقال عمده انباشته تکامل از طریق نوآوری‌های کلیدی در ذخیره‌سازی و تکرار اطلاعات، از جمله آران‌ای، دی‌ان‌ای، چندسلولی و همچنین زبان و فرهنگ به عنوان نظام‌های پردازش اطلاعات بین‌انسانی زندگی را متحول کرده‌اند. از این نظر می‌توان استدلال کرد زیست کره مبتنی بر کربن یک هوش مصنوعی (انسان) ایجاد کرده‌است که قادر به ایجاد فناوری است که منجر به تکاملی قابل مقایسه خواهد شد. انتقال «اطلاعات دیجیتالی به اندازه اطلاعات موجود در بیوسفر رسیده‌است. به صورت تصاعدی افزایش می‌یابد، تکرار با وفاداری بالا را نشان می‌دهد، از طریق تناسب اندام دیفرانسیل تکامل می‌یابد، از طریق هوش مصنوعی (AI) بیان می‌شود و دارای امکاناتی برای نوترکیب تقریباً بی‌حدوحصر است. مانند گذارهای تکاملی قبلی، همزیستی بالقوه بین اطلاعات بیولوژیکی و دیجیتالی به نقطه حساسی خواهد رسید که این کدها می‌توانند از طریق انتخاب طبیعی رقابت کنند. متناوباً، از سوی دیگر، این ادغام می‌تواند یک ابرارگانیسم سطح بالاتر ایجاد کند که از تقسیم کار کم تعارض در انجام وظایف اطلاعاتی استفاده می‌کند. انسان در حال حاضر ادغام زیست‌شناسی و فناوری را پذیرفته‌است. ما بیشتر زمان بیداری خود را صرف ارتباط از طریق کانال‌های دیجیتالی می‌کنیم، … اکثر معاملات در بازار سهام توسط الگوریتم‌های معاملاتی خودکار انجام می‌شود و شبکه‌های الکتریکی ما در دست هوش مصنوعی است. با شروع یک ازدواج از هر سه ازدواج در آمریکا به صورت آنلاین، الگوریتم‌های دیجیتال نیز نقشی در پیوند و تولید مثل جفت انسان ایفا می‌کنند.

### دیدگاه‌های انسان‌شناختی
نظریه‌های سیاسی کنونی قبیله‌گرایان جدید آگاهانه بوم‌شناسی و شیوه‌های زندگی مردم بومی را تقلید و آنها را با علوم مدرن تقویت می‌کنند. دموکراسی بوم منطقه‌ای تلاش می‌کند «گروه‌های در حال تغییر» یا قبیله‌ها را در «مرزهای کمابیش روشن» که یک جامعه از بوم‌شناسی اطراف به ارث می‌برد، به مرزهای یک ناحیه بوم‌شناختی محدود کند. پیشرفت می‌تواند با رقابت بین آنها ادامه یابد ولی نه در درون قبایل و توسط مرزهای بوم‌شناختی یا انگیزه‌های سرمایه‌داری طبیعی که محدود شده و سعی در تقلید فشار انتخاب طبیعی بر جامعه انسانی دارد تا آن را به سازگاری آگاهانه با انرژی یا مواد کمیاب وادار سازد. گایان‌ها استدلال می‌کنند جوامع برای ایفای نقش در بوم‌شناسی زیست‌کره خود به‌طور قطعی تکامل می‌یابند، در غیر این صورت در رقابت با جوامع کارآمدتری شکست خورده و از بین می‌روند که از اهرم طبیعت استفاده می‌کنند.
بنابراین، برخی به نظریه‌های تکامل اجتماعی- فرهنگی متوسل شده‌اند تا ادعا کنند بهینه‌سازی بوم‌شناسی و هماهنگی اجتماعی گروه‌های بهم پیوسته، مطلوب‌تر یا ضروری‌تر از پیشرفت به سمت «تمدن» است. یک نظرسنجی در سال ۲۰۰۲ از کارشناسان در مورد شمالگان آمریکای شمالی و قلمرو نوگرمسیری مردم بومی (گزارش شده در مجله "ه‍اریرها") نشان داد که "همه آنهاً ترجیح داده‌اند در سال ۱۴۹۱، پیش از هر گونه تماس اروپایی، یک فرد معمولی دنیای جدید باشند تا یک اروپایی معمولی آن زمان. این رویکرد با اشاره به این نکته مورد انتقاد قرار گرفته‌است که نمونه‌های تاریخی متعددی از مردم بومی وجود دارد که آسیب‌های شدید زیست‌محیطی (مانند جنگل‌زدایی جزیره ایستر و انقراض ماموتها در آمریکای شمالی) و اینکه طرفداران این هدف در دام کلیشه اروپایی وحشی نجیب افتاده‌اند.

### نقش جنگ در توسعه دولت‌ها و جوامع
به ویژه از پایان جنگ سرد، تعداد فزاینده‌ای از پژوهشگران در علوم اجتماعی و علوم انسانی وجود داشته‌اند که به تکمیل پژوهش های نو-تکاملی حاضرگرایانه‌تر با مطالعات مربوط به گذشته‌های دورتر و ساکنان آن می‌پردازند. یک عنصر کلیدی در بسیاری از این تحلیل ها و نظریه‌ها جنگ است که رابرت ال. کارنیرو آن را "محرک اصلی در منشأ دولت" نامید. او این نظریه را مطرح می کند که با توجه به دسترسی محدود به منابع طبیعی، جوامع با یکدیگر رقابت خواهند کرد، گروه بازنده یا از منطقه ای که اکنون تحت سلطه گروه پیروز است خارج می شود، یا اگر منطقه توسط یک اقیانوس یا رشته کوه محصور شده باشد و اسکان مجدد آن غیرممکن باشد، گروه بازنده تحت سلطه قرار می گیرند یا کشته می شوند. بنابراین، جوامع بزرگتر و بزرگتر می شوند ولی در مواجهه با تهدید دائمی انقراض یا جذب، آنها همچنین مجبور شدند در سازمان داخلی خود پیچیده تر شوند، هم به منظور رقابتی ماندن و هم برای اداره قلمرو رو به رشد و جمعیت بزرگتر.
ایده های کارنیرو الهام بخش بسیاری از تحقیقات بعدی در مورد نقش جنگ در روند تکامل سیاسی، اجتماعی یا فرهنگی بوده است. نمونه ای از اینها ایان موریس (مورخ) است که استدلال می کند با توجه به شرایط جغرافیایی مناسب، جنگ نه تنها با یکپارچه کردن جوامع و افزایش رفاه مادی بخش زیادی از فرهنگ بشری را هدایت کرد، بلکه به طور متناقضی همچنین جهان را بسیار کمتر خشونت کرد. موریس می گوید ایالت های بزرگ،  تکامل یافته است زیرا فقط آن‌ها ثبات کافی را هم در داخل و هم در خارج برای زنده ماندن از درگیری‌های دائمی که تاریخ اولیه دولت‌های کوچک‌تر را مشخص می‌کند، فراهم کردند، و احتمال جنگ همچنان انسان‌ها را مجبور به اختراع و تکامل خواهد کرد. جنگ جوامع بشری را به انطباق در یک فرآیند گام به گام سوق داد و هر پیشرفت در فناوری نظامی یا مستلزم یا منجر به تحولات قابل مقایسه در سیاست و جامعه می شود.